# Veľké Orvište
Veľké Orvište es un municipio del distrito de Piešťany en la región de Trnava, Eslovaquia, con una población estimada a final del año 2024 de 1046 habitantes.
Se encuentra ubicado en el centro-este de la región, cerca del río Váh (cuenca hidrográfica del Danubio) y de la región de Nitra.

## Demografía
| Año        | 1994 | 2004    | 2014    | 2024    |
| ---------- | ---- | ------- | ------- | ------- |
| Población  | 952  | 1004    | 1073    | 1046    |
| Diferencia |      | +5,46 % | +6,87 % | −2,51 % |

| Año        | 2023 | 2024    |
| ---------- | ---- | ------- |
| Población  | 1029 | 1046    |
| Diferencia |      | +1,65 % |